# Paphiopedilum javanicum
Paphiopedilum javanicum é uma espécie de orquídea terrestre, família Orchidaceae, que habita de Sumatra à Ilha Sunda.